# Minuetto con Pantalone e Colombina
Minuetto con Pantalone e Colombina è uno degli affreschi eseguiti da Giandomenico Tiepolo per la foresteria della Villa Valmarana "Ai Nani" di Vicenza. Si trova nella Sala del Carnevale. 